# Tadashi Takeda
Tadashi Takeda (竹田 忠嗣 Takeda Tadashi?, nacido el 27 de julio de 1986 en Penang) es un futbolista japonés que se desempeña como defensa.

## Trayectoria

### Clubes
| Club             | País  | Año         |
| ---------------- | ----- | ----------- |
| JEF United Chiba | Japón | 2005 - 2008 |
| Fagiano Okayama  | Japón | 2008 - 2017 |
| FC Gifu          | Japón | 2018 -      |

## Estadística de carrera

### J. League
| Club             | Año   | J. League | J. League | Copa J. League | Copa J. League | Total | Total |
| Club             | Año   | Part.     | Goles     | Part.          | Goles          | Part. | Goles |
| ---------------- | ----- | --------- | --------- | -------------- | -------------- | ----- | ----- |
| JEF United Chiba | 2005  | 0         | 0         | 0              | 0              | 0     | 0     |
| JEF United Chiba | 2006  | 0         | 0         | 0              | 0              | 0     | 0     |
| JEF United Chiba | 2007  | 0         | 0         | 0              | 0              | 0     | 0     |
| JEF United Chiba | 2008  | 0         | 0         | 0              | 0              | 0     | 0     |
| Fagiano Okayama  | 2009  | 37        | 0         | -              | -              | 37    | 0     |
| Fagiano Okayama  | 2010  | 2         | 0         | -              | -              | 2     | 0     |
| Fagiano Okayama  | 2011  | 24        | 2         | -              | -              | 24    | 2     |
| Fagiano Okayama  | 2012  | 34        | 1         | -              | -              | 34    | 1     |
| Fagiano Okayama  | 2013  | 40        | 1         | -              | -              | 40    | 1     |
| Fagiano Okayama  | 2014  | 12        | 0         | -              | -              | 12    | 0     |
| Fagiano Okayama  | 2015  | 33        | 0         | -              | -              | 33    | 0     |
| Fagiano Okayama  | 2016  | 38        | 1         | -              | -              | 38    | 1     |
| Fagiano Okayama  | 2017  | 10        | 1         | -              | -              | 10    | 1     |
| Total            | Total | 230       | 6         | 0              | 0              | 230   | 6     |